# Non sono
Non sono è il secondo singolo estratto dall'album Non è peccato della cantante romana Syria, scritto da Jovanotti.

## Il brano
Il testo del brano, composto da Jovanotti, è caratterizzato da un ripetersi di "Non sono...", a cui segue il nome di una donna, protagonista di qualche pezzo famoso; in alcuni casi viene aggiunto qualche elemento per far capire di quale canzone si tratta. Le canzoni citate da Syria nel corso del brano sono:
- La ragazza di Ipanema (dal brano Garota de Ipanema)
- Angie (dal brano Angie dei The Rolling Stones)
- Francesca (dal brano Non è Francesca di Lucio Battisti)
- Michelle (dal brano Michelle dei Beatles)
- Berta (dal brano Berta filava di Rino Gaetano)
- Gloria (dal brano Gloria di Umberto Tozzi)
- Alice (dal brano Alice di Francesco De Gregori)
- Sara (dal brano Sara di Antonello Venditti)
- Laura (dal brano Laura non c'è di Nek)
- Sally (dal brano Sally di Vasco Rossi)
- Giulia (dal brano Dedicato a te di Le Vibrazioni)
- Anna (dal brano Anna di Lucio Battisti)
- Teresa (dal brano Teresa non sparare di Fred Buscaglione)
- Mary (dal brano Mary dei Gemelli DiVersi)
- Guajra (dal brano Guantanamera)

I cori del brano sono di Giorgia.